# Marlies Göhr
Marlies Göhr, född Oelsner 21 mars 1958 i Gera, DDR, är en före detta östtysk tidigare friidrottare, främst känd för att ha satt flera världsrekord på 100 m och för att ha vunnit 3 raka EM-guld på samma distans åren 1978, 1982 och 1986. 
Marlies Göhr vann sammanlagt två OS-guld, två VM-guld och fem EM-guld. Hon satte/tangerade tre individuella världsrekord på 100 meter under åren 1977 till 1983 och var vid nio tillfällen med i lag som satte/tangerade världsrekord på 4 x 100 meter mellan 1976 och 1985. Hon rankades inom topp 10 på 100 m under 12 år i rad, varav sex som världsetta.
Dock tävlade Göhr i en tid då östtyska idrottare ingick i ett dopningsprogram (från mitten av 1970-talet statsorganiserat) varför hennes resultat är starkt ifrågasatta.

## Karriär
Göhr föddes som Marlies Oelsner och slutade som tvåa i sin första stora internationella tävling i europeiska juniormästerskapen i Aten 1975. Året efter i de olympiska spelen i Montreal kvalificerade hon sig för 100-metersfinalen och slutade som åtta men tog sin första guldmedalj i Östtysklands vinst på korta stafetten på 4 x 100 m.
Göhrs genombrottsår var 1977 då hon vann 100 meter under östtyska mästerskapen i Dresden på ny världsrekordtid: 10,88 s. Det var första gången en kvinna gick under 11 sekunder med elektronisk tidtagning. Senare under samma år vann hon 100 m-titeln vid World Cup i Düsseldorf där hon också vann silver i korta stafetten. Marlies fortsatte att dominera under 1978 då hon fortsatte tävlandet under efternamnet Göhr (då hon gift sig). Hon vann guld på 100 meter i det årets europeiska mästerskap i Prag och förlorade med endast en hundradels sekund på 200 m mot Ljudmila Kondratjeva från Sovjetunionen. Under 1979 års World Cup i Montreal besegrades hon av Evelyn Ashford (USA) vilket startade en rivalitet dem emellan.
Inför de olympiska spelen 1980 utropade Göhr sig själv som favorit för 100 m-titeln. Under två veckor i maj 1980 sprang hon på 10,98 i Potsdam, 11,00 i Jena och 10,93 i Dresden - nära hennes eget världsrekord på 10,88. I OS fick Göhr en dålig start i finalen och förlorade åter igen mot Sovjets Kondratjeva med en hundradels sekund. Sex dagar senare vann Östtyskland med Göhr korta stafetten på världsrekordtiden 41,60.
1983 nåddes kulmen mellan Göhr och Ashford, då båda slog världsrekord det året. Göhr slog först sitt eget världsrekord i Östberlin med en tid på 10,81, ett rekord som dock stod sig mindre än en månad innan Ashford slog till med en tid på 10,79. Båda var i toppform inför VM i Helsingfors och vann sina semifinaler. Finalen blev dock en antiklimax då Ashford skadades under loppet och Göhr vann guldet före Marita Koch på 10,97. Göhr vann senare också guldet på 4x100 m - med bland andra Koch i laget.
Under 1984 fortsatte Göhrs och Ashfords dominans på 100 meter och säsongens tio snabbaste tider noterades av de båda. Östblockets bojkott av de olympiska spelen i Los Angeles stoppade Göhrs medverkan och Ashford vann guld på 10,97. Detta var dessutom första gången som en kvinna sprungit under 11 sekunder i ett olympiskt spel.
Göhrs två sista framträdanden på den internationella scenen var vid världsmästerskapen i Rom 1987 och i de olympiska spelen i Seoul 1988. I Rom åkte hon ur i semifinalen på 100 meter men fick en silvermedalj i korta stafetten (där Ashford var skadad men USA vann genom Alice Brown, Diane Williams, Florence Griffith-Joyner och Pam Marshall). Det östtyska laget bestod av Silke Möller, Cornelia Oschkenat, Kerstin Behrendt och Marlies Göhr.
I Seoul försvann Göhr åter igen i semifinalen men fick plåster på såren i och med ännu en silvermedalj på korta stafetten. Det östtyska laget bestod av Silke Möller, Kerstin Behrendt, Ingrid Auerswald och Marlies Göhr.
Efter Berlinmurens fall 1990 visade det sig att den hemliga polisen Stasi hade uppgifter om vida spridd dopning under den östtyska regimen. Uppgifter framkom att Göhr testat positivt för "androgyna steroider" redan år 1975 blott 17 år gammal.

## Göhrs världsrekord
| Nr | Gren      | Tid   | Datum           | Plats           | Stafettordning                                                |
| -- | --------- | ----- | --------------- | --------------- | ------------------------------------------------------------- |
| 1  | 4 x 100 m | 42.50 | 29 maj 1976     | Karl-Marx-Stadt | Marlies Göhr, Renate Stecher, Carla Bodendorf, Martina Blos   |
| 2  | 100 m     | 10.88 | 1 juli 1977     | Dresden         |                                                               |
| 3  | 4 x 100 m | 42.27 | 19 augusti 1978 | Potsdam         | Johanna Klier, Monika Hamann, Carla Bodendorf, Marlies Göhr   |
| 4  | 4 x 100 m | 42.10 | 10 juni 1979    | Karl-Marx-Stadt | Marita Koch, Romy Müller, Ingrid Auerswald, Marlies Göhr      |
| 5  | 4 x 100 m | 42.09 | 4 augusti 1979  | Turin           | Christina Lathan, Romy Müller, Ingrid Auerswald, Marlies Göhr |
| 6  | 4 x 100 m | 42.09 | 9 juli 1980     | Berlin          | Romy Müller, Bärbel Wöckel, Ingrid Auerswald, Marlies Göhr    |
| 7  | 4 x 100 m | 41.85 | 13 juli 1980    | Potsdam         | Romy Müller, Bärbel Wöckel, Ingrid Auerswald, Marlies Göhr    |
| 8  | 4 x 100 m | 41.60 | 1 augusti 1980  | Moskva (OS)     | Romy Müller, Bärbel Wöckel, Ingrid Auerswald, Marlies Göhr    |
| 9  | 100 m     | 10.88 | 9 juli 1982     | Karl-Marx-Stadt |                                                               |
| 10 | 100 m     | 10.81 | 8 juni 1983     | Berlin          |                                                               |
| 11 | 4 x 100 m | 41.53 | 31 juli 1983    | Berlin          | Silke Möller, Marita Koch, Ingrid Auerswald, Marlies Göhr     |
| 12 | 4 x 100 m | 41.37 | 6 oktober 1985  | Canberra        | Silke Möller, Sabine Günther, Ingrid Auerswald, Marlies Göhr  |

Fotnot: Nr 6 och 9 är tangeringar. Nr 12 är världsrekord än idag. Se loppet på Youtube, se nedan.